# 레이 J
레이 J(Ray J, 1981년 1월 17일 ~ )는 미국의 싱어송라이터이자 배우이다.